# Ichneumon obliteratus
Ichneumon obliteratus là một loài tò vò trong họ Ichneumonidae.